# Pierre-Jules-André-Marie de La Font Chabert
Pierre-Jules-André-Marie de La Font Chabert, francoski general, * 9. julij 1885, † 7. julij 1963.